# Gustav Adolfs torg, Stockholm

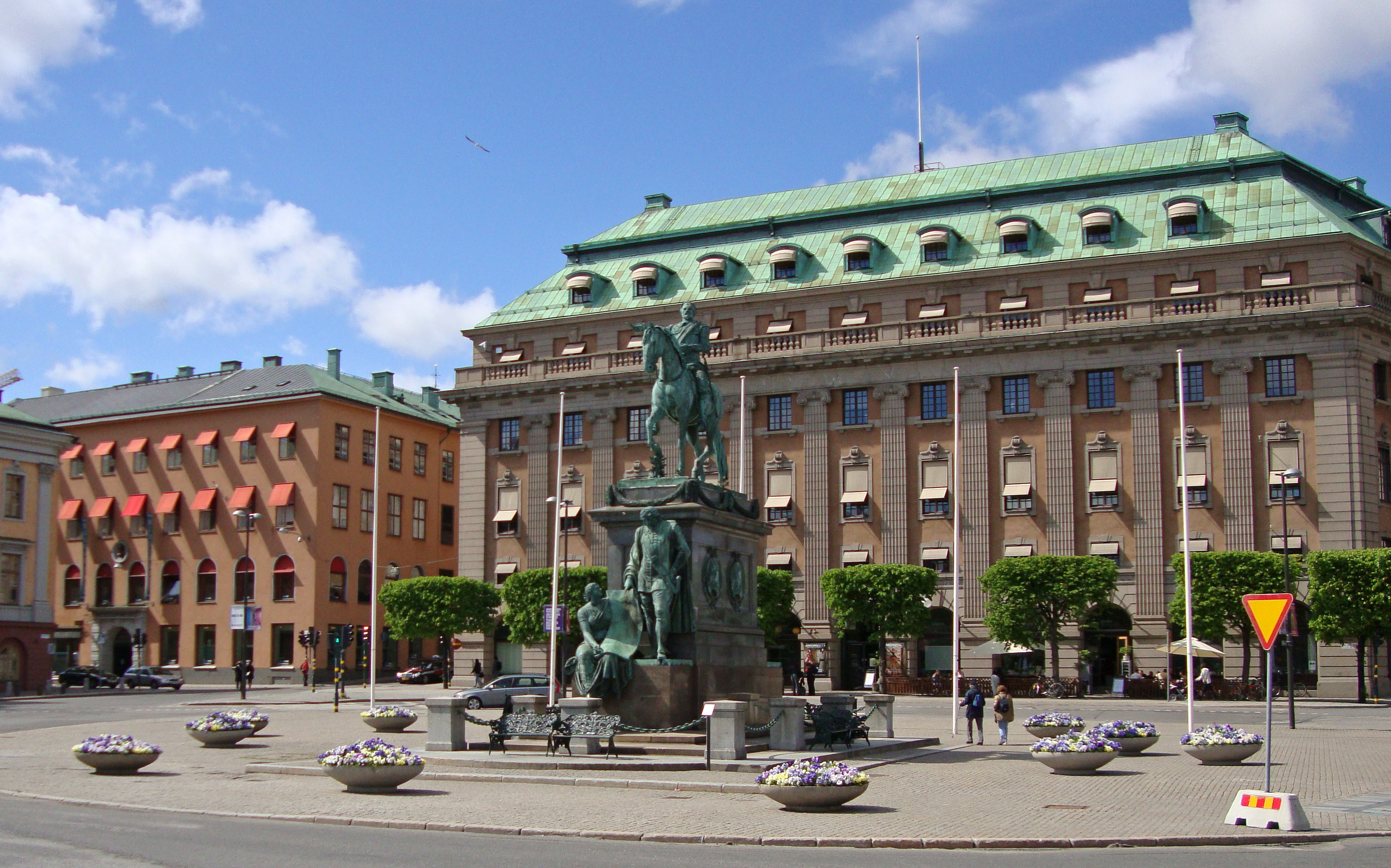
Gustav Adolfs torg år 2010.

Gustav Adolfs torg är ett torg i stadsdelen Norrmalm, Stockholm, uppkallat efter Gustav II Adolf. Torget fick sitt nuvarande namn 1805 och hade tidigare hetat bland annat Malmtorget och Norrmalmstorget. Torget ligger vid Norrbros norra ände, där Strömgatan, Fredsgatan, Malmtorgsgatan och Regeringsgatan möts. 
Torget räknas som geografisk mittpunkt för avståndsangivelser till och från Stockholm. Andra orters mittpunkt brukar utgå från järnvägsstationen respektive busstationen.

## Historik

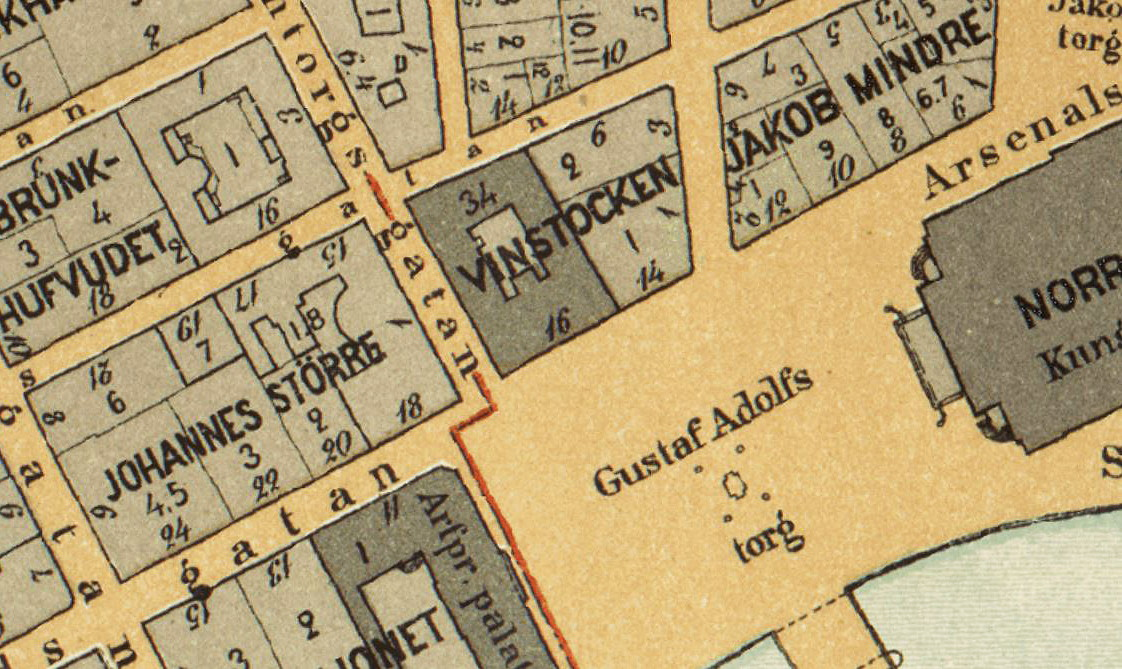
Gustav Adolfs torg 1899.

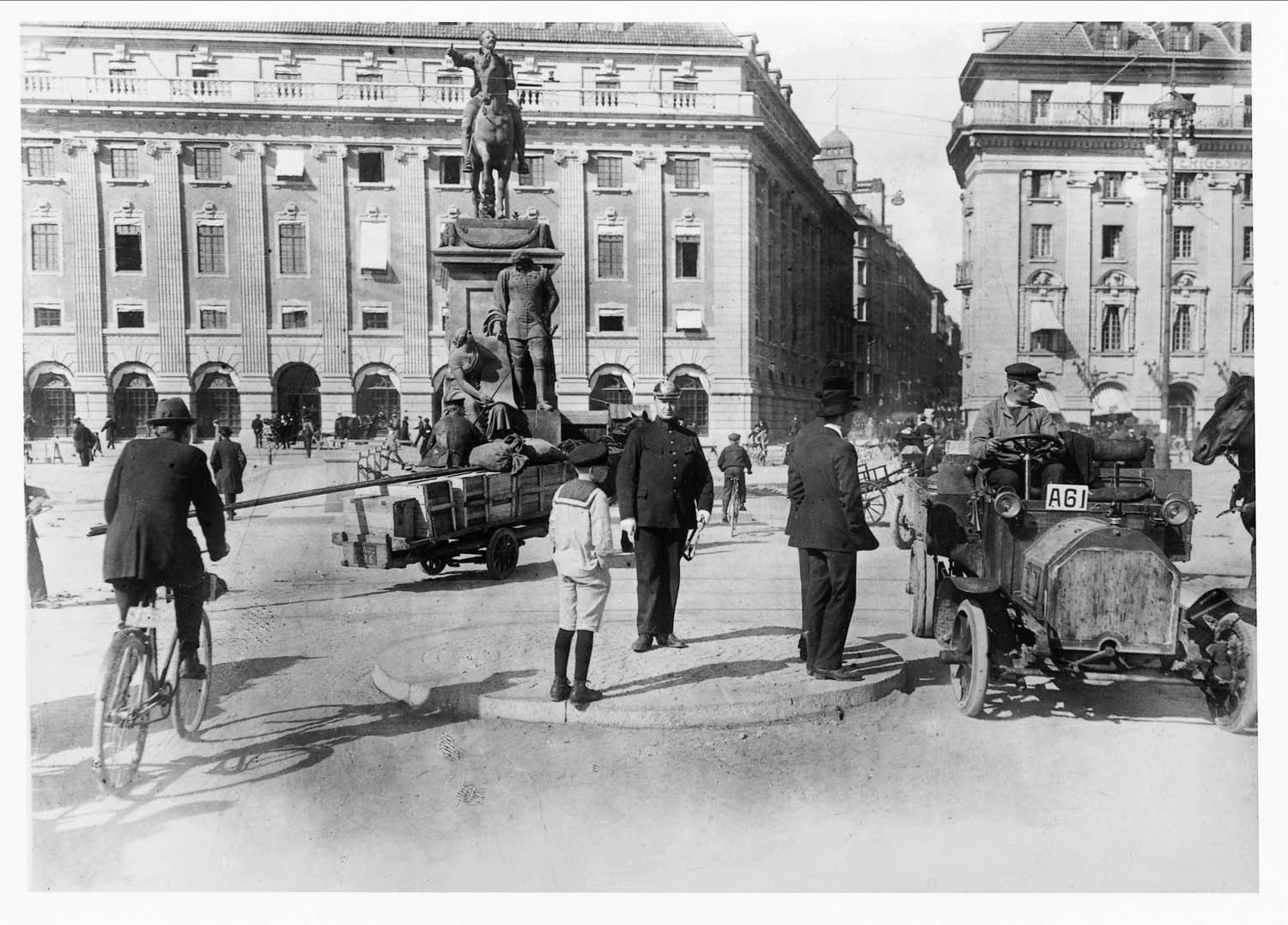
Gustav Adolfs torg år 1915.

Platsen där Brunkebergsåsen möter Norrström användes tidigt som sandtag. Den plats som då bildades kallades på medeltiden för Sandbro/Sandbron och här gick även bron, vars läge mellan malmen och Helgeandsholmarna finns belagt från 1200-talets slut. Platsen blev tidigt en knutpunkt där de norra infartsvägarna mot staden möttes, de så kallade Sträckegatorna vilka löpte på ömse sidor av Brunkebergsåsen.
Bebyggelsen dominerades länge av Sankta Klara kloster, men mot medeltidens slut växte på platsen ett hantverkarsamhälle fram. Denna egna stadsbildning kallades 1602–1635 för Norre Förstaden. Från slutet av 1500-talet kallades platsen för Malmtorget och inom ramen för regleringen på Norrmalm 1647 möttes de två föreslagna rätvinkliga gatunäten på vardera sidan av Brunkebergsåsen vid torget. Under denna tid ersattes stora delar av trähusbebyggelsen av nya stenpalats, till exempel Torstensonska palatset och Kämnärsrättsbyggnaden Kastenhof. Under stormaktstiden användes torget för manifestationer. Där restes en provisorisk triumfbåge i samband med Drottning Kristinas kröning. Torget kom vid denna tid att gå under namnet Norremalms torghett.
I och med det nya kungliga slottets uppförande presenterade Nicodemus Tessin den yngre 1712 ett förslag till slottsomgivningarnas omdanande, detta arbete dröjde dock. Torget var under 1700-talet även platsen för politiska manifestationer, och det var här som den Stora Daldansen kulminerade 1743, då militära trupper öppnade eld mot dalkarlarna som förskansat sig på torget. Totalt dödades omkring 150 dalkarlar och 3 000 tillfångatogs. Torget bevittnade även en tragisk händelse vid firandet av Gustav IV Adolfs födelse 1778. Myndigheterna hade byggt en 50 meter lång sal där mat, vin, öl och brännvin delades ut gratis till folket. På byggnaden satt en banderoll som förkunnade på latin Amor urbis et orbis vilket på svenska blir Stadens och landets älskling. När portarna slogs upp trampades 64 människor ihjäl, 27 män och 37 kvinnor, då panik uppstod när folkmassan försökte tränga sig in.
De gamla träbroarna mellan slottet och Norrmalm ersatte genom långvariga arbeten av nya stenbroar, Norrbro som stod klar 1797 och bron över Stallkanalen 1807. Kring torget restes det Gustavianska operahuset 1781 och det Torstensonska Palatset mitt emot byggdes om för att få en liknande fasad. 1789 stod det klart som Sofia Albertinas palats - sedermera Arvsfurstens palats. År 1796 avtäcktes ryttarstatyn av Gustav II Adolf i ett läge anpassat både till Norrbros och Regeringsgatans mittaxlar.
1800-talet innebär en förskjutning i stadens funktioner och den borgerliga offentligheten gjorde sitt intåg. Det nuvarande namnet på torget fastställdes i kungligt brev den 12 mars 1805. Torgets norra sida kantades vid denna tid av flera nya hotell, bland annat öppnades här 1857 Hotell Rydberg, en med tiden omtyckt samlingsplats. I slutet av 1800-talet förändrades torgets skala. Det Gustavianska operahuset revs 1892 och ersattes av det Oscarianska, som invigdes den 19 september 1898. Åren efter byggdes det nya Riksdagshuset på Helgeandsholmen.
Då stadens finansiella centrum vid 1900-talets början försköts från Gamla Stan mot Norrmalm, fick hotellen ge vika för nya monumentala bankpalats, vilket ytterligare kom att förändra skalan. Samtidigt behöll torget sin betydelse i manifestationer, festliga såväl som politiska. 1917 utgjorde platsen skådeplatsen för de så kallade Junikravallerna i samband med en rösträttsdemonstration.
Förändringarna under 1900-talet innefattade ombyggnader för att möta skiftande trafikkrav. En plan som togs fram av  Stadsplanekontoret år 1945 innebar att torget skulle ha blivit slutpunkt för den förlängda Sveavägen, men stadens politiker valde att låta gatan sluta vid Hamngatan och fortsätta i tunnel till Tegelbacken. Under 1990-talet var torget del av festivalområdet under Stockholms vattenfestival i augusti och sedan 2005 sätter man upp en scen på torget under Stockholms Kulturfestival vid samma tid på året.
2021 byggdes den öppna ytan på torget om, och trafiken leddes om. Detta skedde inom ramen för Stockholms stads projekt "Sommarplatser". Parkeringar togs bort och trafiken leddes om. Förändringarna innebar att den rondelllikande mittpunkten runt statyn anslöts till en större yta på östra sidan, mot Kungliga Operan. Förändringarna permanenterades 2023 då vägytan också byggdes om fysiskt.

## Byggnader och institutioner
|                                                                   | 1: Arvfurstens palats, (Utrikesdepartementet) |
| 2: Kungliga Operan                                                |                                               |
| 14: Danmarks hus                                                  |                                               |
| 16: Davidsonska huset                                             |                                               |
| 18: Sveriges Privata Centralbanks palats                          |                                               |
| 22-24: Skandinaviska Bankens palats, (idag Försvarsdepartementet) |                                               |

## Utsmyckning

### Ryttarstatyn
Gustav II Adolfs staty var Sveriges första ryttarstaty och skapades av Pierre H L'Archeveque som kommit till huvudstaden 1755 för att arbeta på slottet. Han presenterade sitt förslag 1762 men hann avlida året innan statyn göts 1778 på Gerhard Meyers gjuteri. Statyn placerades 1791 på torget men avtäcktes inte förrän 1796. 1792 monterades Johan Tobias Sergels porträttmedaljonger på sockeln. Dessa föreställde Gustav II Adolfs fältherrar i trettioåriga kriget: Lennart Torstenson, Carl Gustaf Wrangel, Johan Banér och Hans Christoff Königsmarck. Sergel skapade också sockelgruppen, som dock färdigställdes först 1906 och vars södra sida föreställer Axel Oxenstierna som dikterar Gustaf II Adolfs bragder för historiens musa, Clio, medan ryktets gudinna Fama står på den norra sidan av postamentet.

### Norrbrolejonen
Två bronslejon sattes upp vid Norrbros norra landfäste år 1926. De är kopior av en originalgrupp som skulpterades redan på 300-talet f.Kr. åt Egyptens sista farao Nektanebo II. Originalen finns i Vatikanmuseerna i Rom. Hieroglyferna på det ena lejonets sockel kan uttydas till: "Guld, levande sol som ger rättvisa, kungen av övre och nedre Egypten, Xeperkara, solens son, Nektanebos av Thopt i Reuhi älskad". Hieroglyferna på det andra lejonets sockel uttyds: "Guld, levande sol som ger rättvisa, suveränen över syd och nord, den fullkomlige regenten över två länder, glänsande guld som gör det kärt för gudarna, kungen av övre och nedre Egypten, herren över två länder, Xeperkara, solens son, Nektanebos av Thot i Rehui älskad".

## Gustav Adolfs torg genom tiden

Torget på målningar
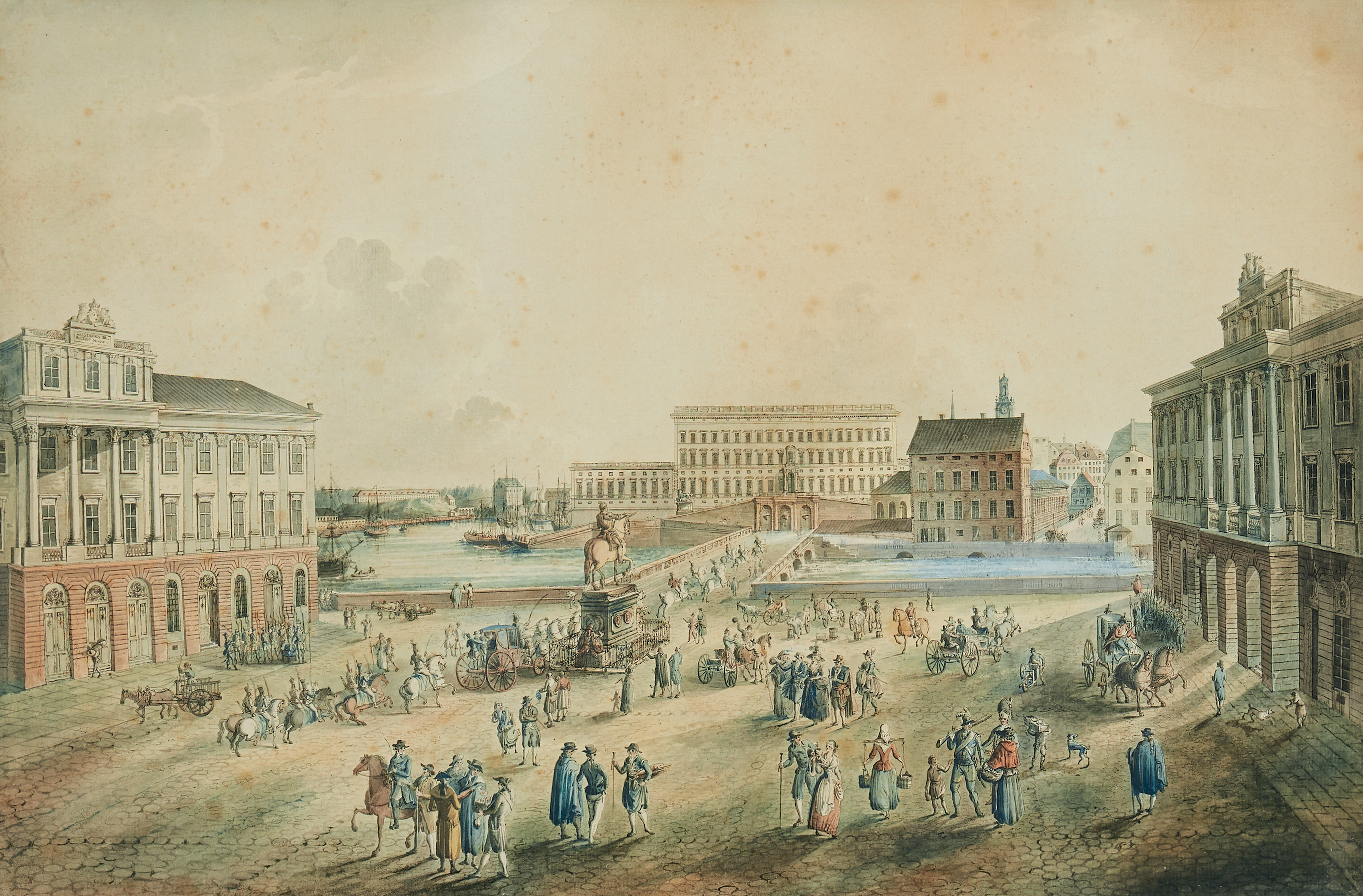
Gustav Adolfs torg, då Norrmalmstorg, ca 1790.
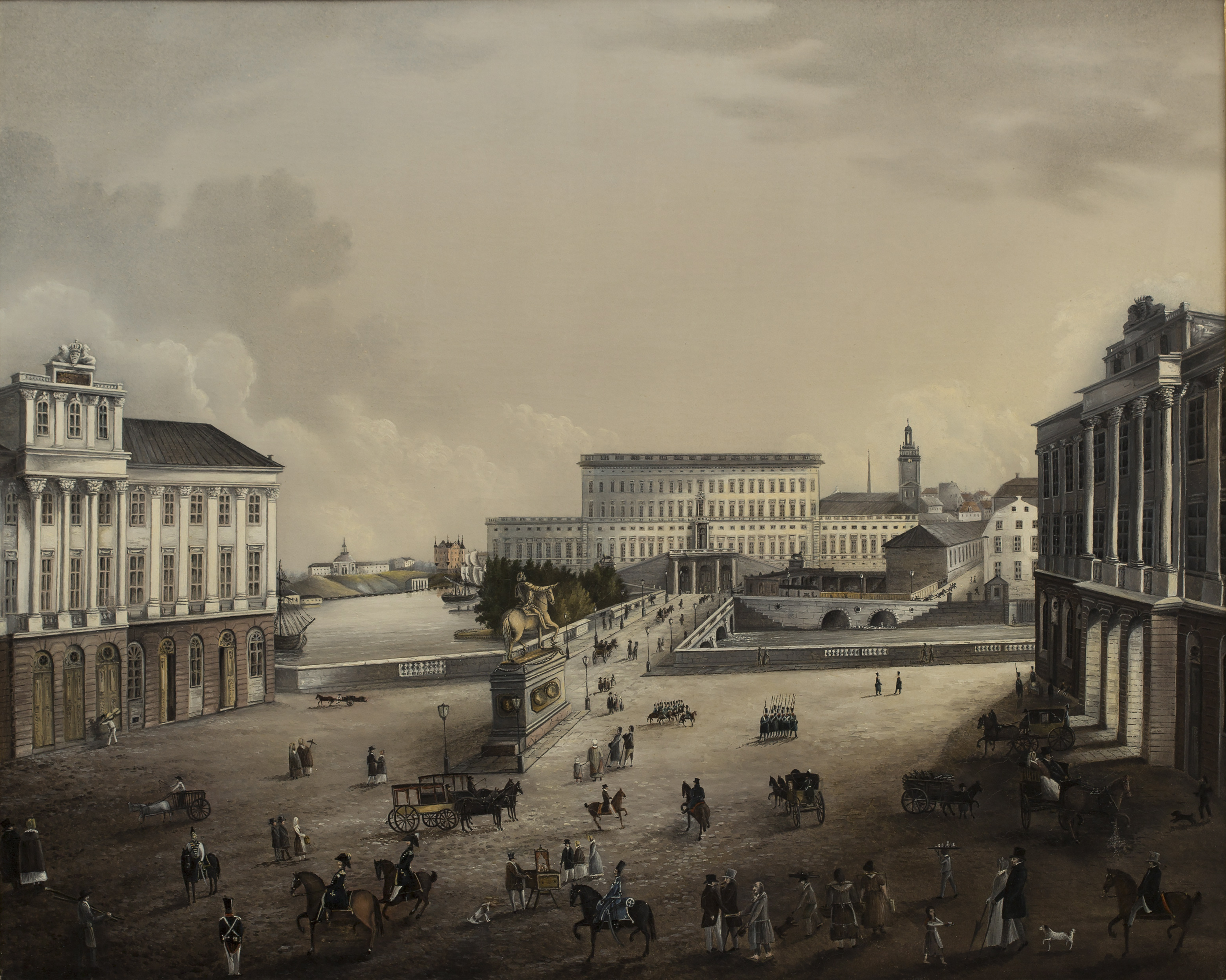
Torget år 1862
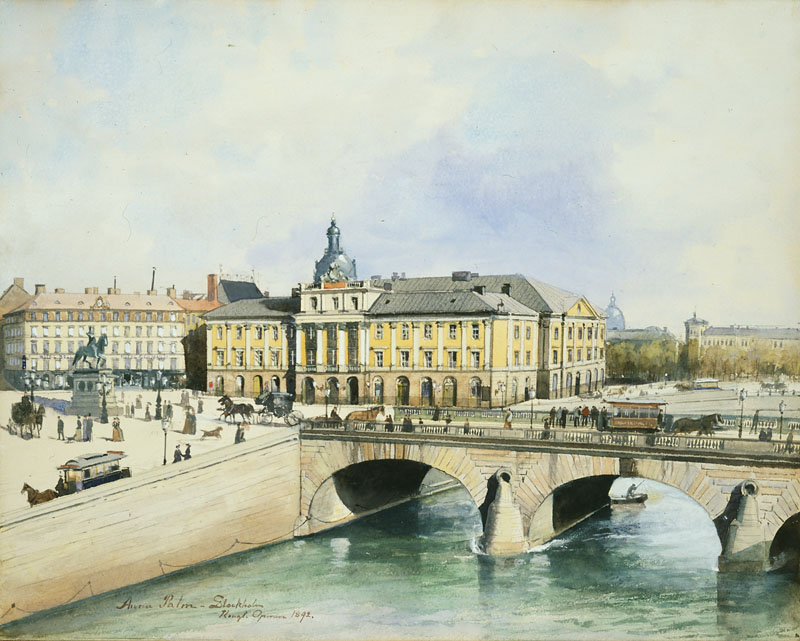
Torget år 1892

Torget sett från Helgeandsholmen
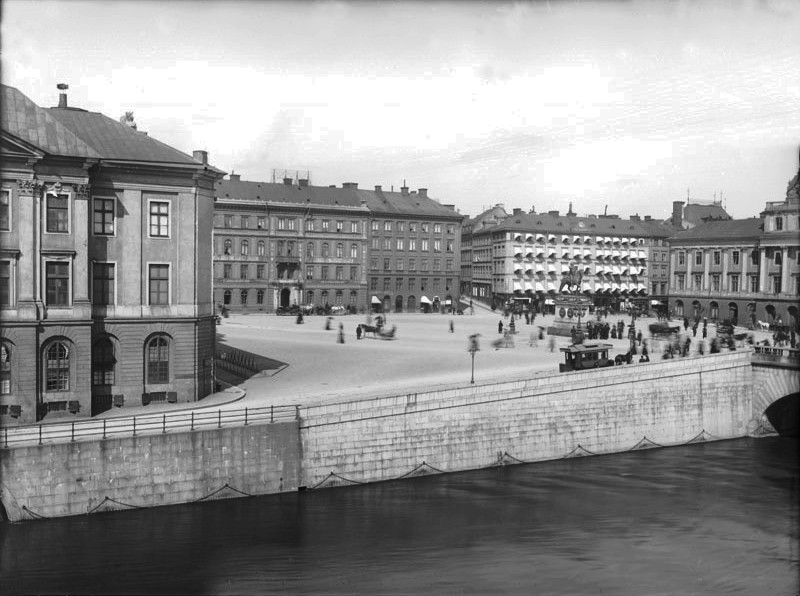
1800-talets slut.
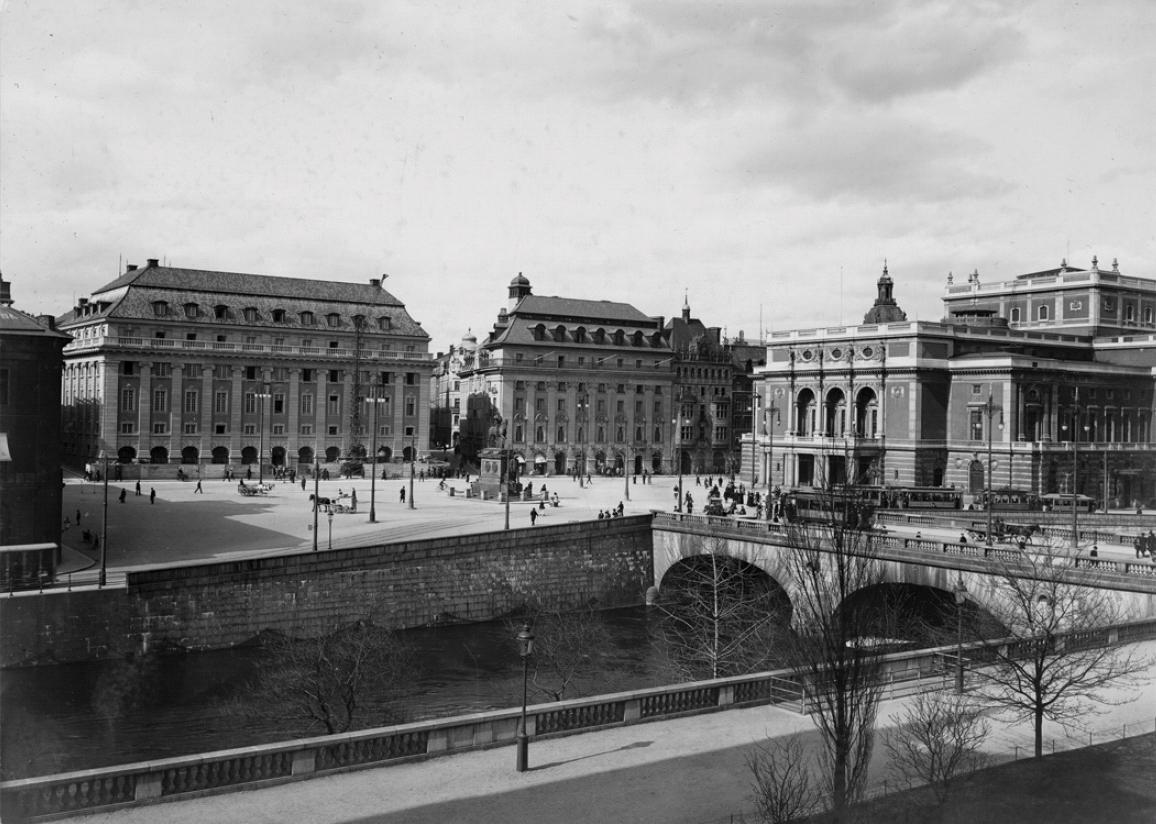
År 1917.
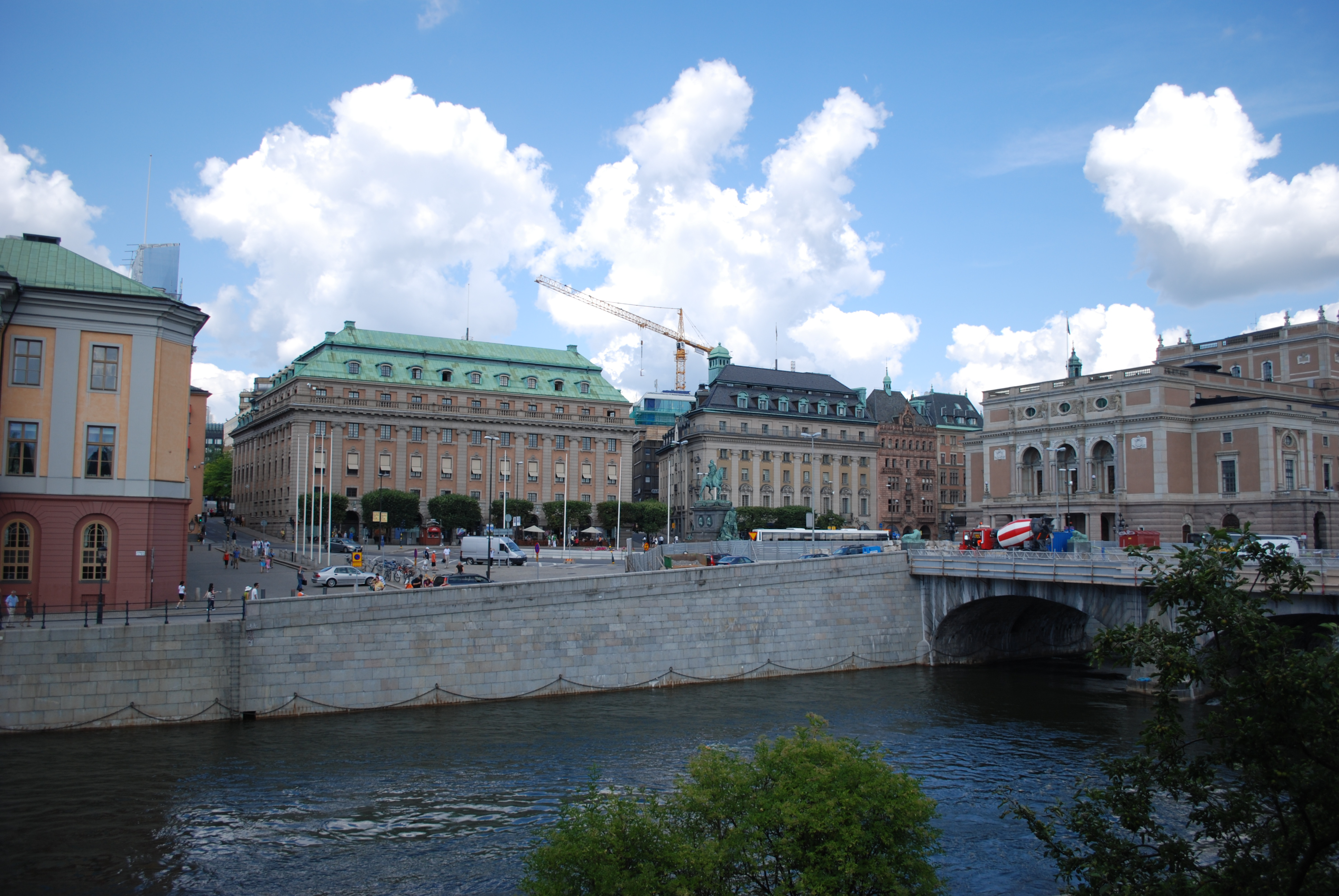
År 2009.